# Provinciale weg 527
De provinciale weg 527, ook wel N527, is een provinciale weg die loopt vanaf de A1, bij Bussum, naar Huizen. 
De N527 begint bij de aansluiting "Blaricum" met de A1 bij de buurtschap Crailo en het voormalige ziekenhuis Gooi-Noord (Tergooiziekenhuis). Na het kruispunt met de N526 naar Blaricum loopt de weg verder richting Huizen. Hier passeert de N527 diverse natuurgebieden, namelijk de Blaricummerheide, Tafelbergheide, Bikbergen, Crailose Bos, Huizer Eng en IJzeren Veld. De weg eindigt bij de komgrens van Huizen.
De weg is uitgevoerd als tweestrooks-gebiedsontsluitingsweg met een maximumsnelheid van 80 km/h. Behalve rond het kruispunt ter hoogte van de Trappenberg is de snelheid teruggebracht naar 60 km/h. Dit naar aanleiding van een aantal (dodelijke) ongevallen is het kruispunt aangepast en ook voorzien van drempels. De N527 draagt over de volledige lengte de straatnaam Crailoseweg.
N23 · N194 · N196 · N197 · N198 · N199 · N200 · N201 · N202 · N203 · N204 · N205 · N206 · N207 · N208 · N209 · N210 · N211 · N212 · N213 · N214 · N215 · N216 · N217 · N218 · N219 · N220 · N221 · N222 · N223 · N224 · N225 · N226 · N227 · N228 · N229 · N230 · N231 · N232 · N233 · N234 · N235 · N236 · N237 · N238 · N239 · N240 · N241 · N242 · N243 · N244 · N245 · N246 · N247 · N248 · N249 · N250 · N307

N401 · N402 · N403 · N404 · N405 · N406 · N407 · N408 · N409 · N410 · N411 · N412 · N413 · N414 · N415 · N416 · N417 · N418 · N419 · N420 · N421 · N439 · N440 · N441 · N442 · N443 · N444 · N445 · N446 · N447 · N448 · N449 · N450 · N451 · N452 · N453 · N454 · N455 · N456 · N457 · N458 · N459 · N460 · N461 · N462 · N463 · N464 · N465 · N466 · N467 · N468 · N469 · N470 · N471 · N472 · N473 · N474 · N475 · N476 · N477 · N478 · N479 · N480 · N481 · N482 · N483 · N484 · N487 · N488 · N489 · N490 · N491 · N492 · N493 · N494 · N495 · N496 · N497 · N498 · N501 · N502 · N503 · N504 · N505 · N505 (Andijk) · N506 · N507 · N508 · N509 · N510 · N511 · N512 · N513 · N514 · N515 · N516 · N517 · N518 · N519 · N520 · N521 · N522 · N523 · N524 · N525 · N526 · N527 · N806 · N830 · N848

Cursief vermelde wegen zijn voormalige Provinciale wegen